# Storkällans kapell

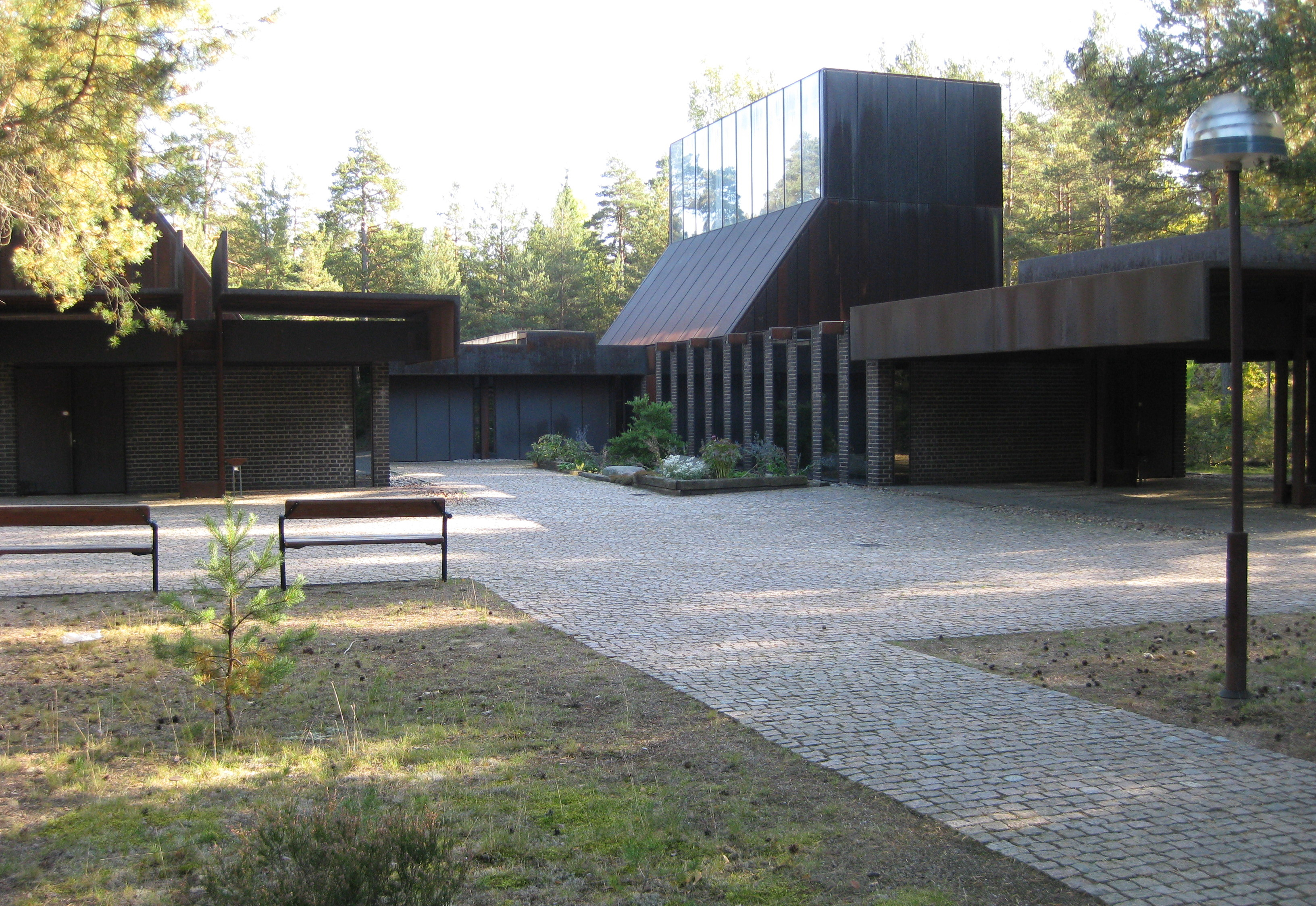
Storkällans kapell.

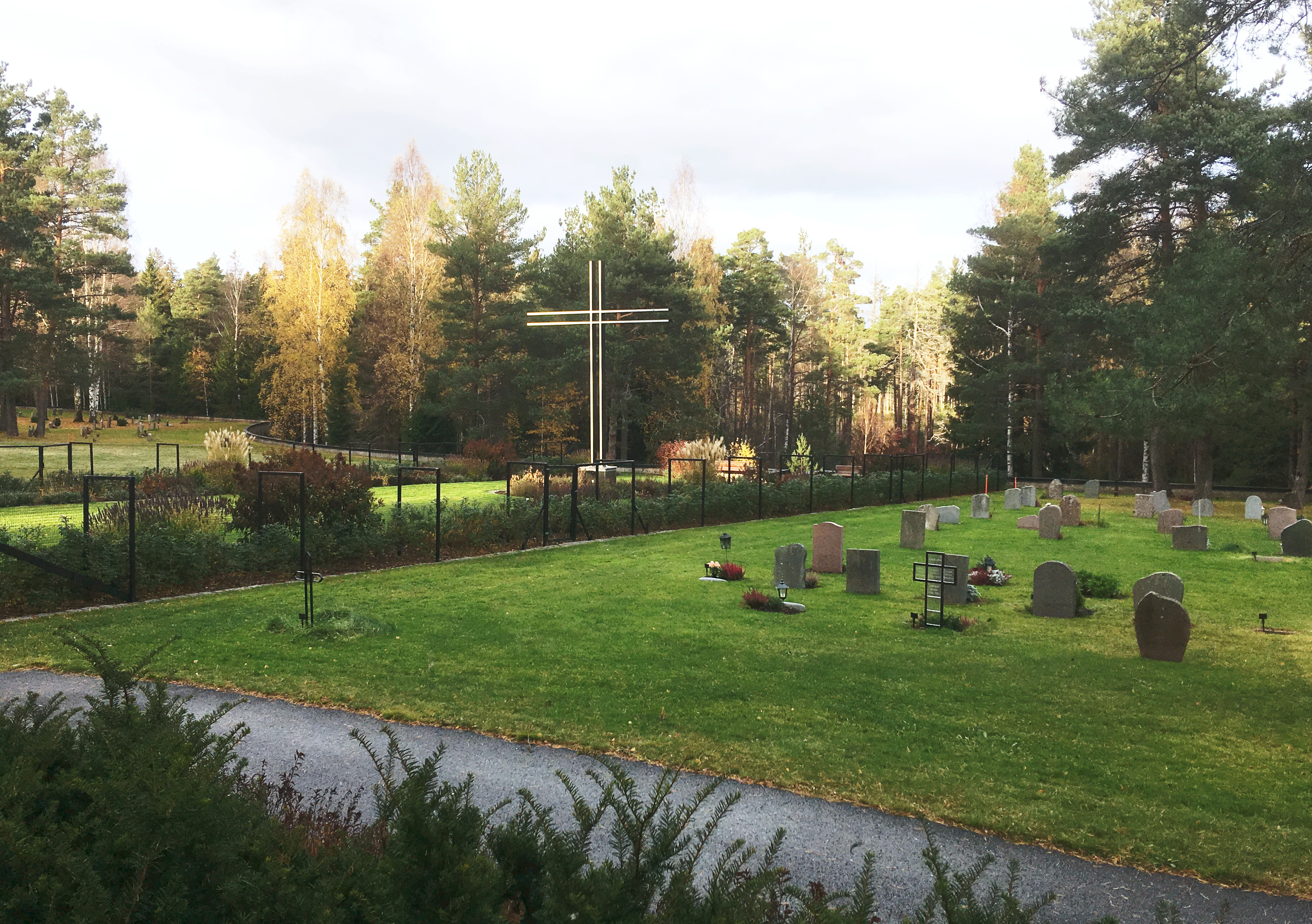
Storkällans begravningsplats.

Storkällans kapell är en kyrkobyggnad i Nacka kommun i Stockholms stift. Byggnaden ligger på Storkällans begravningsplats. Namnet Storkällan kommer från den öppna källa som fortfarande förser skogens djur med friskt vatten.

## Kyrkobyggnaden
Storkällans kapell och krematorium invigdes 1970. Byggnaden, troligen även inredningen, är ritad av arkitekt Wolfgang Huebner och invändig arkitektonisk utsmyckning i guld och silver är gjord av professor Olle Nyman. 
Byggnadskroppen är byggd av tegel, patinerat stål och glas. Arkitekten har använt en spegelvänd plan med låga entréer och höga kapell. Själva krematoriedelen ligger i källarplanet och syns inte alls. 
Interiören består av putsade murytor, patinerat stål och glas samt stavlimmad furu i flera väggavsnitt. Golven är av grå kalksten. Inredningen består av bord och stolar i stavlimmad furu klädda med kromgarvat skinn. Kapellets bänkar har ett stålstativ samt stomme av furu samt är klädda med kromgarvat skinn.

### Orgel
- 1970 byggdes två orglar av Olof Hammarberg, Göteborg och de var mekaniska. De har ett tonomfång på 56/30 och båda orglarna var identiska. De stod i varsin lokal.

| Manual I       | Manual II       | Pedal            | Koppel |
| Gedakt 8´      | Rörflöjt 8´     | Gedaktpommer 16´ | I/P    |
| Koppelflöjt 4' | Fugara 8'       | Borduna 8'       | II/P   |
| Principal 2'   | Täckflöjt 4'    |                  | II/I   |
| Mixtur II      | Waldflöjt 2'    |                  |        |
|                | Sesquialtera II |                  |        |

## Begravningsplatsen
Norr och öster om kapellet utbreder sig Storkällans begravningsplats som ligger i ett grönområde mitt bland tallar och blåbärsris. Här finns plats för både kist- och urngravar och begravningsplatsen har också en minneslund. Gravkvarteren har fått sina namn efter växter som Cypressen, Eken och Flädern. Begravningsplatsen är ritad av landskapsarkitekt Gunnar Martinsson.